# Bankon (langue)
Pour les articles homonymes, voir Bankon.
Le bankon (ou abaw, abo, bo, bon) est une langue bantoue parlée par la population bankon au sud-ouest du Cameroun, dans la région du Littoral, dans le département du Moungo, au nord de Douala et à l'ouest du fleuve Wouri, ainsi qu'à Dibombari.